# Distretto di Edelény
Il distretto di Edelény (in ungherese Edelényi járás) è un distretto dell'Ungheria, situato nella provincia di Borsod-Abaúj-Zemplén.